# Ashmeadiella clypeodentata
Ashmeadiella clypeodentata är en biart som beskrevs av Michener 1936. Ashmeadiella clypeodentata ingår i släktet Ashmeadiella och familjen buksamlarbin. Inga underarter finns listade i Catalogue of Life.